# Prokopjevsk
Prokopjevsk (russisk: Прокопьевск, tr. Prokopjevsk) er en by i Kemerovo oblast i den sibirske del af Den Russiske Føderation. Byen har 172.618 (2024) indbyggere.

## Geografi
Prokopjevsk er en del af Novokusnetsk (Kuzbass) storbyområde, hvis befolkning udgør 1,15 millioner (2010); Det er det 12. største byområde i Rusland og fjerde største i Sibirien efter byområderne Novosibirsk, Krasnojarsk og Omsk; Det omfatter byerne Novokusnetsk, Kaltan, Kiseljovsk, Mezjduretjensk, Myski, Osinniki samt Novokusnetsk og Prokopjevsk. Byområdet er et af de få millionbyområder i Rusland.[* 1]
Byen er et af de største kulminercentre i landet.

## Historie
I 1918 blev de to landsbyer Prokopevskoje og Monastyrskoje, der var grundlagt 1651, lagt sammen for at danne det nye bysamfund, Prokopjevskij. Med erhvervelsen af byrettigheder i 1931 blev byen omdøbt til Prokopjevsk.
De vigtigste industrier er kulminedrift, maskinfremstilling, fødevareindustri og kemisk industri. Byen ligger ved en gren af den transsibiriske jernbane.
I Prokopjevsk har fakultetet for det sibiriske stats metallurgiske minearkademi (tidligere: fakultet for det sibiriske metallurgiske Sergo-Ordzhonikidze-instituttet) hovedkvarter.

### Befolkningsudvikling
| År   | Indbyggere |
| ---- | ---------- |
| 1939 | 107.287    |
| 1959 | 281.958    |
| 1970 | 274.485    |
| 1979 | 266.167    |
| 1989 | 273.838    |
| 2002 | 224.597    |
| 2010 | 210.130    |

Note: Data fra folketællinger